# Indicador de la mel gorjaestriat
L'indicador de la mel gorjaestriat (Indicator variegatus) és una espècie d'ocell de la família dels indicatòrids (Indicatoridae) que habita els boscos de ribera i arbres de la sabana de l'est de Sudan del Sud, sud-oest i sud d'Etiòpia, sud de Somàlia, nord-est i sud-est de la República Democràtica del Congo, Uganda, Ruanda, Burundi, Kenya, Tanzània, Zàmbia, Malawi, Moçambic, Zimbàbue, Angola i Sud-àfrica.